# Strongygaster argentinensis
Strongygaster argentinensis är en tvåvingeart som beskrevs av Blanchard 1942. Strongygaster argentinensis ingår i släktet Strongygaster och familjen parasitflugor. Inga underarter finns listade i Catalogue of Life.